# Martha Bayona
Martha Bayona Pineda (* 12. August 1995 in Bucaramanga) ist eine kolumbianische Bahnradsportlerin, die auf Kurzzeitdisziplinen spezialisiert ist.

## Sportliche Laufbahn
2012 errang Martha Bayona beim Lauf des  Bahnrad-Weltcups in Cali gemeinsam mit Juliana Gaviria die Bronzemedaille im Teamsprint; im Jahr darauf wurden die beiden Sportlerinnen gemeinsam Panamerikameisterin in derselben Disziplin. 2015 belegte sie bei den kontinentalen Meisterschaften den zweiten Platz im Keirin.
2016 wurde Bayona für den Start im Sprint bei den Olympischen Spielen in Rio de Janeiro nominiert, wo sie im Keirin Rang zehn erreichte. Bei den UCI-Bahn-Weltmeisterschaften 2017 in Hongkong errang sie Silber im Keirin. Im Jahr darauf errang sie drei Titel bei den Südamerikaspielen, wurde Panamerikameisterin im Keirin und errang Bronze im Sprint sowie im 500-Meter-Zeitfahren. 2019 gewann sie bei den Panamerikaspielen den Keirin-Wettbewerb sowie Silber im Sprint und mit Jessica Salazar im Teamsprint. Beim Lauf des Weltcups in Brisbane siegte sie im Keirin und belegte in der Gesamtwertung der Weltcup-Saison Rang drei. 2021 wurde sie Panamerikameisterin in Sprint und Zeitfahren. Beim Lauf des Nations’ Cup in Sankt Petersburg gewann sie das 500-Meter-Zeitfahren sowie den Keirin-Wettbewerb, beim Nations’ Cup in Cali den Sprint, Keirin, den Teamsprint (mit Yarli Mosquera und Juliana Gaviria) sowie das 500-Meter-Zeitfahren. In diesen vier Disziplinen gewann sie auch die Gesamtwertungen des Cups.
2022 gewann Martha Bayona die Läufe des 500-Meter-Zeitfahrens des Nations’ Cup in Glasgow sowie Zeitfahren und Keirin in Cali. Im November des Jahres gewann sie den Keirin-Wettbewerb bei der UCI Track Champions League im spanischen Palma. Bei den Bahnradsport-Weltmeisterschaften 2023 in Glasgow wurde sie im Keirin Vize-Weltmeisterin.

## Erfolge
2013
- Panamerikameisterin – Teamsprint (mit Juliana Gaviria)

2015
- Panamerikameisterschaft – Keirin

2016
- Panamerikameisterschaft – Teamsprint (mit Juliana Gaviria)
- Panamerikameisterschaft – Keirin, 500-Meter-Zeitfahren

2017
- Weltmeisterschaft – Keirin
- Panamerikameisterin – Keirin
- Panamerikameisterschaft – 500-Meter-Zeitfahren

2018
- Panamerikameisterin – Keirin
- Panamerikameisterschaft – Sprint, 500-Meter-Zeitfahren
- Südamerikaspielesiegerin – Sprint, Keirin, Teamsprint (mit Diana María García)
- Juegos Bolivarianos – Teamsprint (mit Mariana Pajón)
- Kolumbianische Meisterin – Sprint, Keirin, 500-Meter-Zeitfahren

2019
- Kolumbianische Meisterin – Sprint, 500-Meter-Zeitfahren, Teamsprint (mit Juliana Gaviria)
- Panamerikaspielesiegerin – Keirin
- Panamerikaspiele – Sprint
- Panamerikaspiele – Teamsprint (mit Jessica Salazar)
- Panamerikameisterschaft – 500-Meter-Zeitfahren, Sprint, Keirin
- Weltcup in Brisbane – Keirin

2021
- Panamerikameisterin – 500-Meter-Zeitfahren, Sprint
- Panamerikameisterschaft – Keirin, Teamsprint (mit Yarli Mosquera und Juliana Gaviria)
- Nations’ Cup in Sankt Petersburg – Keirin, 500-Meter-Zeitfahren
- Nations’ Cup in Cali – Sprint, Keirin, Teamsprint (mit Yarli Mosquera und Juliana Gaviria),  500-Meter-Zeitfahren

2022
- Nations’ Cup in Glasgow – 500-Meter-Zeitfahren
- Nations’ Cup in Cali – 500-Meter-Zeitfahren, Keirin
- UCI Track Champions League 2022 #1 in Palma – Keirin
- Kolumbianische Meisterin – 500-Meter-Zeitfahren, Sprint, Keirin, Teamsprint (mit Yarli Mosquera und Juliana Gaviria)

2023
- Weltmeisterschaft – Keirin
- Panamerikaspielesieger – Sprint, Keirin
- Panamerikaspiele – Teamsprint (mit Yarli Mosquera und Martha Bayona)
- Zentralamerika- und Karibikspielesieger – Keirin
- Zentralamerika- und Karibikspiele – Sprint, Teamsprint (mit Yarli Mosquera und Valeria Cardozo)
- Panamerikameisterin – Keirin, 500-Meter-Zeitfahren
- Kolumbianische Meisterin – 500-Meter-Zeitfahren, Sprint, Keirin

2024
- Panamerikameisterin – Keirin, 500-Meter-Zeitfahren
- Panamerikameisterschaft – Sprint